# Antares
Antares (Alfa Scorpii, α Sco) – najjaśniejsza gwiazda w gwiazdozbiorze Skorpiona. Jest oddalona od Słońca o około 550 lat świetlnych.

## Nazwa
Tradycyjna nazwa tej gwiazdy, Antares, pochodzi z języka greckiego, od określenia Ἀντάρης używanego przez Ptolemeusza. Prawdopodobnie wywodzi się ono od wyrażenia ἀντί Ἄρης anti Ares, znaczącego ‛przeciwnik’ lub ‛podobny do’ Marsa (rzymski bóg Mars jest odpowiednikiem greckiego Aresa) i nawiązuje do czerwonego koloru gwiazdy. Międzynarodowa Unia Astronomiczna w 2016 roku formalnie zatwierdziła użycie nazwy Antares dla określenia gwiazdy Alfa Scorpii A.

## Historia obserwacji
Antares i jego czerwony kolor są znane od starożytności.
Jest gwiazdą zmienną, ale nosząc oznaczenie Bayera nie ma odrębnego oznaczenia dla gwiazdy zmiennej. Według badań opublikowanych w 2017 r. rdzenni mieszkańcy południowej Australii zaobserwowali zmienność Antaresa i powiązali gwiazdę z postaciami z lokalnych tradycji (historią Waiyungari u ludów Ngarrindjeri i Wurunjerri).

## Charakterystyka obserwacyjna

Położenie w gwiazdozbiorze Skorpiona

Antares znajduje się blisko ekliptyki i podlega zakryciom przez Księżyc. Może być także mylony z Marsem, wędrującym przez ten obszar nieba.
Antares jest nadolbrzymem o typie widmowym M1,5 Iab. Jest gwiazdą wolno zmienną nieregularną typu Lc, na niebie osiąga wielkość gwiazdową od 0,6 do 1,6m. Według pomiarów paralaksy, Antares znajduje się w odległości około 550 lat świetlnych od Słońca, chociaż odległość jest znana z dokładnością do 20%.

## Właściwości fizyczne

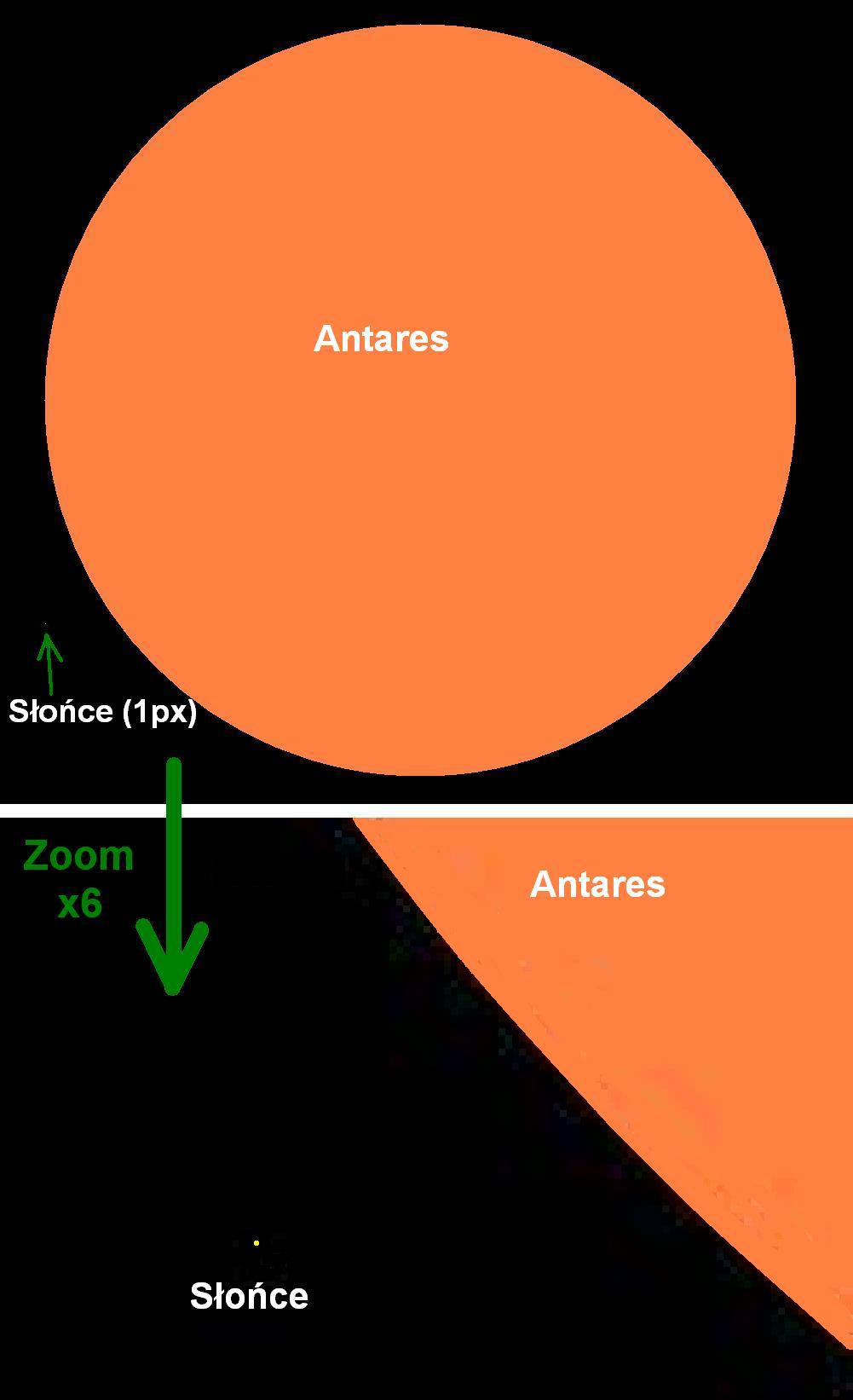
Porównanie wielkości Słońca i Antaresa

### Jasność i temperatura
Jasność Antaresa w zakresie widzialnym przekracza około 10 000 razy jasność Słońca. Ponieważ emituje znaczną część energii w podczerwieni, bolometryczna jasność jest około 57 000 razy większa od słonecznej. Zewnętrzna powłoka gazowa jest stosunkowo zimna – 3400 K, przez co Antares jest widoczny jako obiekt o czerwono-pomarańczowej barwie.

### Masa i wiek
Masa gwiazdy została oszacowana w 2007 roku przez R. Baade i D. Reimersa na 12,4 masy Słońca. W ramach analizy przeprowadzonej w 2012 roku, w której porównano efektywną temperaturę i jasność Antaresa z teoretyczną drogą ewolucji masywnych gwiazd (uwzględniającą rotację i utratę masy) otrzymano wynik około 17 mas Słońca, ponadto oszacowano wiek gwiazdy na 12 milionów lat. Antares ma wystarczającą masę, by móc stać się supernową.

### Rozmiar
Średnica tego czerwonego nadolbrzyma jest 883 razy większa niż średnica Słońca, czyli około 1,182 mld km. Rozmiar gwiazdy może być obliczony na podstawie paralaksy (5,89 ± 1,00 mas) i średnicy kątowej (znanej z pomiarów okultacji księżycowych, wynoszącej 41,3 ± 0,1 mas). Obliczony na tej podstawie promień gwiazdy jest równy 890 ± 150 promieni Słońca. Analizując prędkość radialną gwiazdy na podstawie widma, astronom T. Pugh wraz z zespołem wyznaczył okres zmienności równy 5,93 ± 0,01 lat; jeżeli okres ten odpowiada radialnym pulsacjom gwiazdy, to jej promień zmienia się o około 143–187 promieni Słońca (19% ± 4%). Jednak w tym przypadku jasność gwiazdy zmieniałaby się w większym zakresie, niż jest to obserwowane.

## Towarzysz

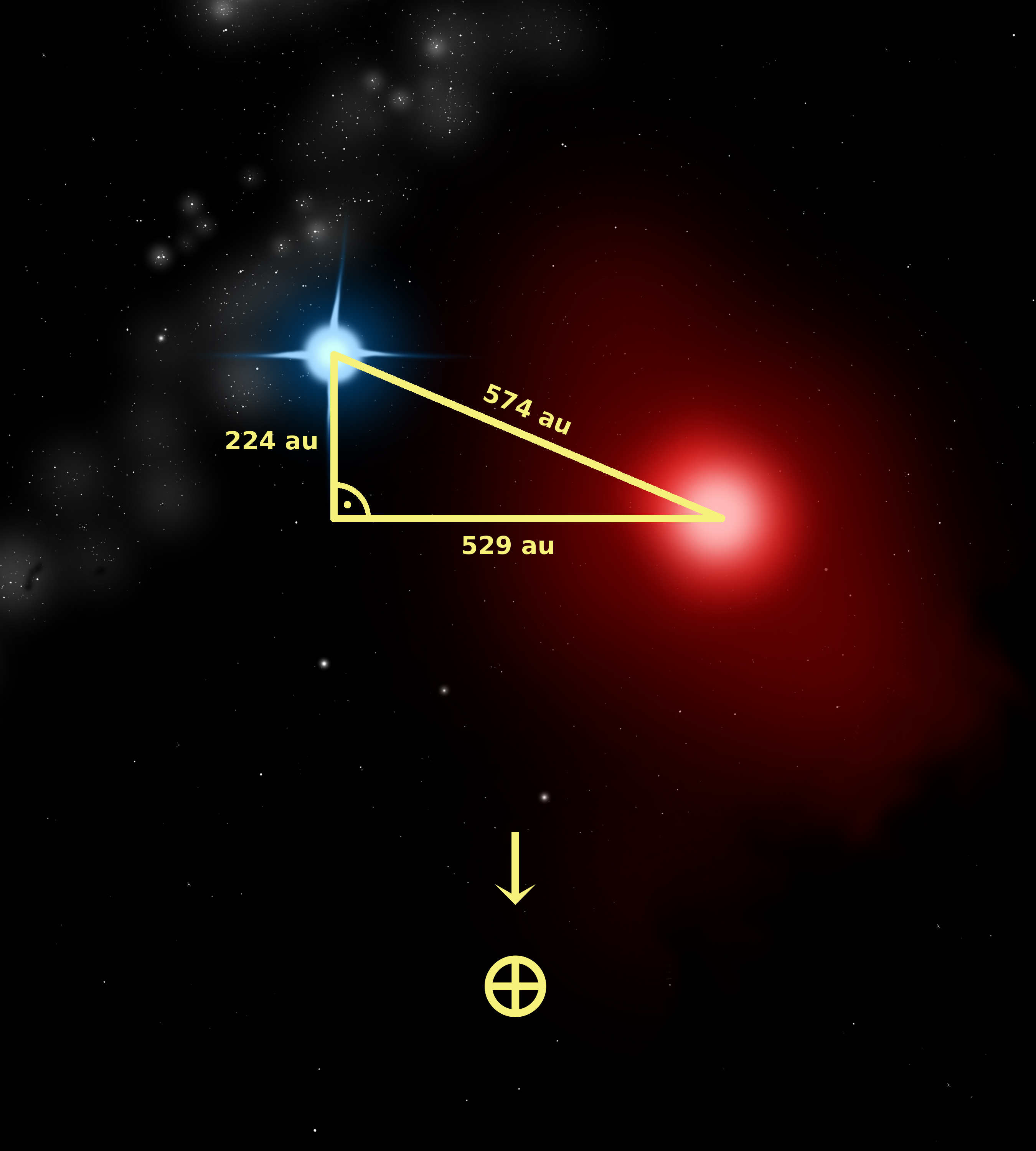
Odległości w systemie Antaresa – kierunek pionowy odpowiada kierunkowi obserwacji

Alfa Scorpii jest gwiazdą podwójną. Nadolbrzymowi towarzyszy błękitna gwiazda ciągu głównego Alfa Scorpii B, należąca do typu widmowego B, o wielkości gwiazdowej 5,4m. Jej odległość kątowa od gwiazdy macierzystej ulega zmianie (od wartości 3,3 sekundy kątowej w roku 1854 do 2,86″ w 1990). Ostatnia wartość odpowiada 529 au, co jest minimalnym dystansem pomiędzy gwiazdami. Badania spektroskopowe stanów energetycznych wypływów materii z gwiazdy towarzyszącej sugerują, że jej odległość od Układu Słonecznego jest około 224 au większa niż głównego składnika, co przekłada się na średnią odległość między obiektami około 574 au. Linie widmowe składnika B sugerują, że została ona „zanieczyszczona” materią emitowaną przez gwiazdę główną.
Alfa Scorpii B ma jasność 5,4m. Z powodu blasku gwiazdy głównej, trudno ją dostrzec za pomocą małych teleskopów; czasem możliwa jest obserwacja z użyciem teleskopów o średnicy ponad 150 mm (5,91 cal). Składnik B bywa opisywany jako zielony, prawdopodobnie w rezultacie kontrastu, lub też mieszania się światła obu obiektów, gdy są obserwowane jednocześnie. Alfa Scorpii B można czasem dostrzec przez mały teleskop przez kilka sekund podczas okultacji księżycowej (gdy Antares jest ukryty za tarczą księżyca). Jako pierwszy zaobserwował to Johann Tobias Bürg podczas okultacji 13 kwietnia 1819 roku, lecz zanim potwierdzono istnienie gwiazdy towarzyszącej w 1846 roku, niektórzy sądzili, że było to jedynie światło Antaresa przenikające przez domniemaną atmosferę Księżyca. Obserwowana samodzielnie podczas takiego zjawiska Alfa Scorpii B wygląda na gwiazdę o niebieskiej lub niebiesko-zielonej barwie.
Niewiele wiadomo o orbicie składników wokół środka masy, ponieważ trudno jest oddzielić zmiany prędkości radialnej Antaresa od jego pulsacji. Okres orbitalny wynosi od 1200 do 2562 lat.

## Znaczenie kulturowe
W starożytnej Mezopotamii, Antares mógł być znany pod następującymi nazwami: Urbat, Bilu-sha-ziri („Władca plonów”), Kak-shisa („Twórca Dobrobytu”), Dar Lugal („Król”, identyfikowany z bogiem piorunów), Masu Sar („Bohater i Król”), a także Kakkab Bir („cynobrowa gwiazda”). W Persji był znany jako Satevis, jedna z czterech „królewskich gwiazd”. Maorysi z Nowej Zelandii nazywają Antaresa Rehua, uznając go za władcę wszystkich gwiazd. Rehua jest ojcem Puanga/Puaka (Rigel), który jest ważną gwiazdą w kalendarzu maoryskim.
Starożytni Chińczycy nazywali Antaresa 心宿二 (Xīn Sùèr), co znaczy „drugi najjaśniejszy”, gdyż był drugą co do jasności gwiazdą chińskiego gwiazdozbioru Serca (心). Był on narodową gwiazdą dynastii Shang. Ze względu na swój kolor czasami określano go mianem 火星 (Huǒxīng), co oznacza „ognistą gwiazdę”.
Antares znalazł miejsce na fladze Brazylii, symbolizując jeden z jej stanów – Piauí.